# NTTビートカフェ・メルティングポット
NTTビートカフェ・メルティングポットは、1988年4月7日から1990年9月20日まで、毎週木曜日夜9時から9時54分にエフエム東京（FM東京→TOKYO FM）制作でFM東京系列局のネットで放送されていたラジオ番組。パーソナリティは向谷実。NTTの一社提供番組。略称で「ビートカフェ」と呼ばれていた。

## 概要
当時、フュージョンバンドのカシオペアに在籍していたメンバーで、キーボード奏者 兼 ライブでMCを担当していた向谷実のパーソナリティによる音楽トーク番組。向谷はカシオペアが1979年にデビューした直後からライブでMCを担当するようになり、その軽妙な話しぶりで「シカイヤ・ミノル」の異名を取っていた。カシオペアのテレビ・ラジオ番組出演でも評判となっていて、それを買われての起用で、自身初のレギュラー出演番組となった。
番組設定で「ビートカフェ」という喫茶店に訪れてくる“客”を“マスター”の向谷が接客するというシチュエーションの下、アーティストをゲストに招いての音楽対談コーナーとその合間にレコード音源の楽曲が掛かる構成だった。番組初期は日本のポップス界から中心に招いていたが、中期からはカシオペアと同じ日本のフュージョン・シーンで活動するアーティストを頻繁に招くようにもなった。他にもリスナーからの投稿ハガキによるコーナーがあり、採用者にはノベルティとして番組特製のテレホンカードがプレゼントされていた。

## 番組イベント
1989年2月と翌1990年2月には番組企画の公開収録イベント「セントバレンタイン・スペシャル」を開催。以前に番組で招いたアーティストを再集結させてのセッション・ライブで、番組リスナーを無料招待した。ただし、参加応募条件はバレンタインデーに因み男女カップルのみだった。
1989年2月12日　会場：原宿クエストホール
- メンバー：向谷実（キーボード）、渡辺香津美（ギター）、土岐英史（サックス）、則竹裕之（ドラムス）、バカボン鈴木（ベース）、久保田利伸（ヴォーカル）、リン･デイヴィス（ヴォーカル）

- 一回目のこのセッション・ライブをきっかけにして向谷実・土岐英史共同プロデュースの企画物アルバム、TOKI CLUB『TWEENER』（1989年10月21日発売）が生まれた。

1990年2月10日　会場：ゆうぽうとホール
- メンバー：向谷実（キーボード）、渡辺香津美（ギター）、土岐英史（サックス）、東原力哉（ドラムス）、バカボン鈴木（ベース）、カルロス菅野（パーカッション）、ゲスト:野呂一生（ギター）、EPO（ヴォーカル）

## カシオペア関連
番組はカシオペアの情報(ライブ開催、アルバム発売等)を告知する広報的な面もあった。また、カシオペアのメンバーを招いた特番的な企画もあった。
- 1989年1月の新年最初の放送は、ゲストに野呂一生、櫻井哲夫、神保彰のカシオペアのメンバー全員を招いて放談形式の放送。
- 1990年1月の新年最初の放送は、ゲストに野呂一生を招いて、カシオペアから櫻井哲夫と神保彰の脱退を告知した。
- 1990年6月には非公開録音ライブながら鳴瀬喜博らが加入したメンバーチェンジ後初のスタジオライブを二週にわたって放送。

## テーマ曲
1988年4月（番組開始）から1990年5月まで
- オープニング　カシオペア「HACKER」（作曲：向谷実）
- エンディング　カシオペア「SUPER SONIC MOVEMENT」（作曲：野呂一生）

ともにアルバム『EUPHONY』（1988年4月25日発売）から
1990年6月から1990年9月（番組終了）まで
- オープニング　カシオペア「FLASH UP」（作曲：向谷実）
- エンディング　カシオペア「GOLDEN ISLAND」（作曲：向谷実＆野呂一生）

ともにアルバム『THE PARTY』（1990年6月25日発売）から